# Ghiacciaio Rudolph
Il ghiacciaio Rudolph (in inglese Rudolph Glacier) (64°54′S 62°26′W) è un ghiacciaio situato sulla costa di Danco, nella parte occidentale della Terra di Graham, in Antartide. Il ghiacciaio, il cui punto più alto si trova 937 m s.l.m., fluisce fino alla baia di Andvord, a sud del ghiacciaio Moser.

## Storia
Il ghiacciaio Rudolph è stato mappato dalla spedizione belga in Antartide del 1897-99, comandata da Adrien de Gerlache, ed è stato così battezzato nel 1960 dal  Comitato britannico per i toponimi antartici in onore di Paul Rudolph, il fisico tedesco che progettò il primo obiettivo fotografico anastigmatico, commercializzato poi dalla Carl Zeiss nel 1889, e il primo obiettivo Tessar, anch'esso poi commercializzato dalla Carl Zeiss nel 1902.